# Kill the Boss 2
Kill the Boss 2 (Originaltitel Horrible Bosses 2) ist eine US-amerikanische Filmkomödie des Regisseurs Sean Anders aus dem Jahr 2014 und eine Fortsetzung von Kill the Boss aus dem Jahr 2011. In den Hauptrollen sind erneut Jason Bateman, Charlie Day und Jason Sudeikis zu sehen. In Deutschland startete der Film am 27. November 2014 in den Kinos.

## Handlung
Dale, Kurt und Nick gründen ein Unternehmen, das ein ausgeklügeltes Duschsystem, den Shower Buddy produziert, mit dem sie international erfolgreich sein wollen.
Nach einer Präsentation des Produkts im Fernsehen melden sich erste Interessenten, darunter Rex Hanson, dessen Vater einen großen Versandhandel betreibt. Die Hansons versprechen eine große Order und die Freunde starten sofort mit der Produktion. Als sie liefern wollen, offenbart Vater Hanson, dass er nie vorhatte, die Ware zu kaufen. Das Unternehmen der Freunde ist aufgrund der getätigten Investitionen nun pleite, und der skrupellose Selfmade-Millionär will die Patente für den Shower Buddy jetzt günstig als Insolvenzmasse erwerben.
Als Rache entschließen sich die drei, Rex Hanson zu entführen. Sie wollen von seinem Vater, Bert Hanson, 500.000 Dollar erpressen. Damit wollen sie ihr Unternehmen retten. Sie wenden sich an Dave Harken und Motherfuckah Jones, um Rat zu bekommen. Schließlich schmieden sie den Plan, Rex mit Lachgas zu betäuben. Dieses entwenden sie mit einigen Schwierigkeiten aus Harris' Zahnarztpraxis.
Der Plan scheint zunächst zu scheitern, da sich die Freunde selbst betäuben. Rex entdeckt sie und willigt zu ihrer Überraschung in den Entführungsplan ein, schlägt aber vor, die Erpressungssumme zu verzehnfachen. Nick kommen zunächst Bedenken, doch Rex überredet ihn, um die Liebe seines Vaters auf die Probe zu stellen und sich durch die erpressten Millionen weiterhin seinen extravaganten Lebensstil zu sichern.
Die vier entwickeln einen scheinbar narrensicheren Plan. Auch der ewig zweifelnde Nick lasst sich davon überzeugen. Zunächst scheint der Plan mehr oder weniger zu funktionieren, doch nach Übergabe des Lösegelds weigert sich Hanson sr., ihre unsinnigen Instruktionen zu befolgen. Überraschend taucht Rex auf und erschießt seinen Vater. Er enthüllt, dass er von Beginn an vorgehabt hatte, die drei Freunde an die Polizei zu verraten und das Lösegeld für sich zu behalten. Nunmehr will er sich aber nicht mit den fünf Millionen zufriedengeben, wenn er das gesamte Vermögen seines Vaters erben könne.
Kurz bevor Dale, Kurt und Nick von der Polizei gestellt werden können, taucht Motherfuckah auf und flieht mit ihnen. Der Plan ist, mit der Polizei im Gefolge noch vor Rex in der leerstehenden Fabrik anzukommen, wo der entführte Rex angeblich gefangen gehalten wird. So soll die Polizei erkennen, dass Rex seinen Vater erschossen hat. Auch dieser Plan misslingt zunächst: Motherfuckah entkommt alleine mit dem Lösegeld. Allerdings verrät sich Rex nach Eintreffen der Polizei. Kurts Handy in seiner Hose klingelt. Diese Hose hatte er kurz zuvor von Kurt erpresst, um zu vertuschen, dass sich an seiner eigenen das Blut seines Vaters befunden hatte. Bei seiner anschließenden Verhaftung wird Dale angeschossen.
Letztlich ging der Plan, die Firma mit dem erpressten Geld zu retten, nicht auf, weshalb sie zwangsversteigert werden muss. Ersteigert wurde sie von Harken, der die Firma aus dem Gefängnis heraus leitet. In der letzten Szene sieht man Motherfuckah, der sich mit dem Lösegeld einen Lebenstraum erfüllt, indem er sich drei Frozen Yoghurt Filialen kauft.

## Hintergrund
Bereits 2011 bestätigte Seth Gordon Gespräche zur Fortsetzung in Abhängigkeit zum finanziellen Erfolg. John Francis Daley und Jonathan Goldstein begannen am 27. Februar 2012 mit dem Verfassen des Drehbuchs. Aufgrund von Überschneidungen mit anderen Filmproduktionen übernahm Sean Anders statt Gordon die Regie.
Die Dreharbeiten zum Film fanden von September 2013 bis Juni 2014 in Los Angeles und Umgebung statt. Der Film feierte am 26. November 2014 Premiere. Die Produktionskosten betrugen 42 Millionen US-Dollar. Der Film spielte am Startwochenende in den USA 23 Millionen Dollar und insgesamt 106 Millionen Dollar ein.

## Rezeption
Sascha Köbner vom film-dienst urteilte, dass „die Komödie um drei glücklose Männer sich als zahnlose Nummernrevue“ entpuppt, „die sich in banalem Klamauk und öden Ressentiments erschöpft“ und „mit dem gesellschaftskritischen Potenzial einer aufmüpfigen Mittelklasse nichts anzufangen weiß“. Christopher Diekhaus von Kino-Zeit findet, dass „Kill the Boss 2 mehr als man vom Nachfolger einer wenig berauschenden Komödie erwarten darf“ biete, und lobt besonders den Schnitt und die Musikuntermalung.
Kill the Boss 2 erreicht bei Metacritic einen Metascore von 40/100 Punkten, basierend auf 36 Kritiken. Bei Rotten Tomatoes sind nur 34 % der Kritiken positiv, der Film ist somit „rotten“ (deutsch verfault). Die Durchschnittsbewertung liegt bei 4,7/10 Punkten, basierend auf 119 Bewertungen.